# 明德拉庙
明德拉庙，又称“甘珠尔庙”，位于内蒙古自治区锡林郭勒盟正蓝旗五一种畜场总场，是一座藏传佛教格鲁派寺院，为多伦汇宗寺的附属寺庙。

## 简介
明德拉庙是为清朝末年多伦诺尔的14位活佛之一明珠尔活佛所建，始建自1912年。建筑的砖石大部取自元上都遗址。后来该庙被北洋军焚毁，不久补修数座小殿及住房，成为一座小寺，当地人称“明珠尔活佛院”，明珠尔活佛当时率部分僧俗弟子在此诵经念佛。1930年代，明珠尔活佛返回藏区，其俗世弟子们为避战乱也迁往沙漠。汇宗寺有两座行宫性质的附属寺庙，其中设在察哈尔地区的便是明德拉庙，明德拉庙曾在对察哈尔各个寺庙的管理中起过重要作用。民国十九年（1930年），第五世甘珠尔活佛在五当召完成经典学习后，返回察哈尔地区，因为当时汇宗寺已经遭奉军破坏，乃在明德拉庙修行，从而使明德拉庙成为当时内蒙古地区的藏传佛教中心。
文革结束后，明德拉庙成为整个正蓝旗唯一一座完整的古庙。2010年代初，因明德拉庙年久失修，正蓝旗文物局、正蓝旗五一种畜场管委会向内蒙古自治区文物部门建议维修明德拉庙。